# القول التمام في آداب دخول الحمام (كتاب)
وهو كتاب من تأليف الشيخ الفقيه شهاب الدين أحمد بن عماد الأقفهسي، وهو من علماء الشافعية في القرن الثامن الهجري، ويعرف بإبن عماد، ونسبته إلى (أقفهس) أو (أقفهاس)، وهي بلدة من أعمال البهنسا تقع في مصر، ولقد سكن القاهرة، وهو من العارفين بالفقه وعلوم الشريعة، وهو والد محمد الفقيه المعروف بابن عماد الأقفهسي، المتوفي سنة 867هـ، ولقد قرأ علوم الشريعة على شيوخ الإسلام، جمال الدين الإسنوي (شيخ الشافعية)، والسراج البلقيني، وابن صائغ الحنفي وغيرهم.
ويتناول الكتاب شرحاً وافياً عن الآداب التي يجب مراعاتها في دخول الحمام في البلدان الإسلامية، وما أتصل بها من أصول شرعية من الفقه الإسلامي.